# البصير (المخادر)

تعديل مصدري - تعديل

البصير هي إحدى قرى عزلة بني سرحة بمديرية المخادر التابعة لمحافظة إب، بلغ تعداد سكانها 560 نسمة حسب تعداد اليمن لعام 2004.